# Im Tal der wilden Rosen: Herz im Wind
Herz im Wind ist ein deutsches romantisches Filmdrama von Oliver Dommenget aus dem Jahr 2007. Der Film ist Teil einer Filmreihe des ZDF, die unter dem Titel Im Tal der wilden Rosen firmiert und in deren Mittelpunkt Frauen stehen, die sich in der Pionierzeit des 19. Jahrhunderts auf neues Terrain vorgewagt und sich allen Widerständen zum Trotz ein neues Leben aufgebaut haben. Es handelt sich um den vierten Film der Reihe, dessen Hauptrollen mit Denise Zich und Erol Sander sowie Christine Reinhart, Daniele Legler, Kyra Mladeck und Oliver Clemens besetzt sind.
Im Vorspann zum Film spricht Gerlinde Locker folgenden Text zur Einführung der Geschichte: „Das Tal der Wilden Rosen. Unser Tal, unsere Welt, in der wir als Siedler gelebt und gearbeitet haben. Wir haben unsere Tiere versorgt, unsere Felder bestellt, Rinderherden über das weite Land getrieben und für die harten Winter vorgesorgt. Es war kein leichtes Leben und dennoch wussten die Frauen im Tal, was es heißt, zu lieben und wie hoch der Preis ist, den man mitunter dafür zahlen muss.“

## Handlung
Vorwort: „Eigentlich wollte Melissa Ridings nur den Sommer in unserem Tal verbringen, aber es gibt Menschen, die durch ihr bloßes Erscheinen ganze Lebenswege verändern. Und so wie der erste Sonnenstrahl aus einem fahlen Morgen einen herrlichen Tag macht, sollte Melissa das Lachen und die Liebe auf die Ranch zurückbringen. Hätte sie allerdings  gewusst, wie dornenreich der Weg dahin sein würde, wer weiß, ob sie aus dem Zug ausgestiegen wäre.“
Melissa Ridings hat eine Stelle als Gesellschaftsdame bei der Großmutter der Familie Cross angenommen. Jake Cross holt sie vom Zug ab und Walter Cross, der Vater der Familie, nimmt sie auf der Ranch in Empfang. Zwischentext: „Einsamkeit war ein vertrautes Gefühl für Jake, aber seit Melissas Ankunft auf der Farm regte sich noch etwas anderes, gänzlich Fremdes in seinem Herzen.“ Jake fragt Melissa, als seine Großmutter sich zum Mittagsschlaf hinlegt, ob sie mit ihm ausreiten wolle. Als er ein Wildpferd, von dem er annimmt, dass es ein Bein gebrochen hat, erschießen will, geht Melissa dazwischen. Tatsächlich handelt es sich nur um eine Verstauchung und Jake ist sprachlos, wie sanftmütig das Tier auf Melissa reagiert. 
Von Grace Ridings erfährt Melissa, dass der Todestag ihrer Schwiegertochter am heutigen Tag zehn Jahre zurückliege und dass sie drei sehr einsame Männer zurückgelassen habe. Mit der Tierärztin Shirley, die ihm eine besondere Freundin ist, spricht Walter Cross über den Tod seiner Frau. Jake habe seinerzeit den Pferdewagen gelenkt, bei dem das Unglück geschah. Jeder hätte das wahrscheinlich besser verkraftet, als ausgerechnet Jake, sinniert Walter. Er habe seine Mutter vergöttert. Zwischentext: „Auf der Ranch lastete Jakes Geheimnis schwer auf ihm und machte ihn verschlossen und unnahbar. Hier draußen in der Natur war er frei davon, er war heiter und liebevoll um Melissa besorgt, und sie bekam eine Ahnung von dem Mann, der er einst gewesen war.“ 
Melissa begleitet Jake, der eine Wasserpumpe holen will. Sie erzählt ihm vom Tod ihrer Eltern, die bei einem Brand ums Leben kamen. Jake erzählt ihr von seiner Mutter, man merkt ihm jedoch an, wie schwer er immer noch an dem Verlust trägt. Als beide ihr Nachtlager in der Natur aufgeschlagen haben, küsst Jake Melissa. Nachdem sie sich wieder auf den Weg gemacht haben, zeigt er ihr die Stelle, an der der tödliche Unfall geschah. Er gibt sich die Schuld am Tod seiner Mutter.
Zwischentext: „Shirley hatte die ungleichen Brüder zwar durchschaut, die Katastrophe, auf die sie zusteuerten, konnte aber auch sie nicht vorhersehen oder verhindern.“ Tom Cross spielt gegen seinen Bruder die Karte aus, von der er weiß, dass sie zieht. Seinetwegen habe er ohne Mutter aufwachsen müssen, daher schulde Jake ihm etwas. Er solle Melissa, die er heiraten werde, in Zukunft in Ruhe lassen. Jake wirft seinen an Melissa gerichteten Brief daraufhin ins Feuer, bemerkt allerdings nicht, dass er neben der offenen Feuerstelle landet, wo ihn Gladys Cross anderentags findet. 
Ein von Gladys belauschtes Gespräch zwischen ihrem Sohn Walter und Melissa, in dem Melissa bittet, sie aus ihrer Stellung zu entlassen, da sie zwischen den Brüdern stehe, nimmt die alte Dame zum Anlass zu einer List zu greifen, um Melissa daran zu hindern, die Familie zu verlassen. Da Melissa sie schnell durchschaut, bittet Gladys die junge Frau, nicht ihretwegen, aber wegen Jake zu bleiben, denn er brauche Hilfe, um wieder der Mensch zu werden, der er vor dem Tod seiner Mutter gewesen sei. 
Nach einem heftigen tätlichen Streit zwischen den Brüdern ist Tom nicht nach Hause gekommen. Jake sucht zusammen mit seinem Vater ergebnislos nach ihm. Nach einer kurzen Ruhepause macht er sich gemeinsam mit Melissa erneut auf die Suche. Dakota, ein Indianer und Freund Walters, hat Tom inzwischen gefunden, er ist schwer verletzt. Jake bringt ihn nach Hause. Melissa versucht Jake beizustehen, und er gesteht ihr, dass er sich in sie verliebt habe, lässt sie aber gleichzeitig wissen, dass sie keine Zukunft hätten, und er sie bitte, nicht mehr da zu sein, wenn er zurückkomme. Melissa entschließt sich daraufhin, bei Shirley zu lernen, da es schon immer ihr Wunsch war, Tierärztin zu werden.
Tom ist inzwischen auf dem Weg der Besserung. Es kommt zu einer Aussprache zwischen den Brüdern; sie finden eine Lösung, mit der beide gut leben können. Walter Cross ist über diese Entwicklung so glücklich, dass er Shirley einen Heiratsantrag macht, denn seine Söhne seien nun endlich erwachsen geworden. Mit seiner Aussage, dass der Unfall jedem hätte passieren können – auch ihm, und dass er keine Schuld am Tod seiner Mutter habe, nimmt Walter einen Teil der Last von den Schultern seines Sohnes. Jake erzählt Melissa wenig später, nachdem die Pumpe auf seinem Grundstück endlich Wasser in die Höhe befördert hat und auch Walter mit Hilfe Dakotas auf einem anderen Grundstücksteil eine Wasserquelle entdeckt hat, das ganze Drama. Seine Mutter sei damals, als sie die Kutsche gelenkt habe, in einem sehr aufgewühlten Zustand gewesen, da sie ihre große Liebe wiedergetroffen und seinen Vater habe verlassen wollen. So sei es zu dem Unfall gekommen. Mit ihrem letzten Atemzug habe sie ihn gebeten, über das, was sie ihm erzählt habe, zu schweigen. Melissa gesteht Jake, sie habe von Anfang an gewusst, dass sie zu ihm gehöre, als er ihr dankt, dass sie ihn ins Leben zurückgeholt habe.
„Toms Quellwasser entwickelte sich tatsächlich zum Verkaufsschlager der Canadian Pacific Railway. Und die erste Stute aus Jakes neuer Züchtung gewann nicht zuletzt dank Melissas einfühlsamer Schulung sämtliche Preise. Und Walter war von tiefem Stolz auf seine erfolgreichen Söhne erfüllt.“

## Produktionsnotizen, Veröffentlichung
Produziert wurde der Film von der Videoscope Fernseh-Film GmbH. Die Dreharbeiten fanden vom 24. Juli bis 21. August 2006 in Alberta in Kanada statt. Ideengeber für die neue Filmreihe ist Claus Beling, verantwortlicher Leiter der Hauptredaktion Unterhaltung/Wort beim ZDF. Das Thema spuke ihm seit längerer Zeit im Kopf herum, erzählte Beling, sodass er seine Vision dann der Autorin Barbara Engelke und dem damaligen Polyphon-Chef Matthias Esche vorgetragen habe. Man habe dann drei Filme „en block“ gedreht, was eine kostendämpfende Maßnahme gewesen sei. Die Kostüme seien zum Großteil aus Deutschland mitgebracht worden. Zu den Schauplätzen gehörten beispielsweise Bow River, Moraine Lake und Stoney Valley, die Landschaft in der die Literaturverfilmung Legenden der Leidenschaft mit Brad Pitt gedreht worden sei. Claus Beling betonte, dass es aus der Zeit, in der der kanadische Westen besiedelt worden sei, viel zu erzählen gebe, weshalb man von Anfang an eine Filmreihe geplant habe. Allerdings entscheide die Gunst des Publikums darüber, ob es weitere Fortsetzungen geben werde. Man hoffe auf sechs Mio. Zuschauer. Die erste Folge Was das Herz befiehlt kam auf eine Quote von 7,29 Mio. Zuschauern.
Der Film wurde vom ZDF am 28. Januar 2007 im Rahmen des „Großen ZDF-Sonntagsfilms“ erstausgestrahlt. In Italien wurde er am 19. Juli 2009 veröffentlicht.
Die Filme 4 bis 7 der Reihe erschienen am 7. Mai 2007 auf DVD, herausgegeben von der Universum Film GmbH.

## Kritik
Kino.de schrieb: „Wie es im Untertitel so schön heißt: ‚Große Gefühle in einem weiten Land‘, in diesem Falle Kanada.“
TV Spielfilm konnte auch diesem Film der Reihe nur bedingt etwas abgewinnen und zog das Fazit: „Landschaft und Pferde reißen’s etwas raus.“
Ähnlich las sich auch die Kritik bei TV Today, wo es hieß: „TV-Kostümschmonzette – es pilchert und lindströmt jetzt im Kanada des späten 19. Jahrhunderts.“